# ماركوس هولغيرسون
ماركوس هولغيرسون (بالسويدية: Markus Holgersson)‏ (16 أبريل 1985 بهلسينغبورغ في السويد - ) هو لاعب كرة قدم سويدي في مركز الدفاع. شارك مع منتخب السويد لكرة القدم. أما مع النوادي، فقد لعب مع أنورثوسيس فاماغوستا ونادي هلسينغبورغ ونيويورك ريد بولز وويغان أتلتيك وHöganäs BK ‏ وÄngelholms FF ‏.

## روابط خارجية
- ماركوس هولغيرسون على موقع اتحاد السويد (السويدية)
- ماركوس هولغيرسون على موقع الدوري الأمريكي (الإنجليزية)
- ماركوس هولغيرسون على موقع قاعدة بيانات كرة القدم.إي يو (الإنجليزية)
- ماركوس هولغيرسون على موقع ناشيونال فوتبول تيمز (الإنجليزية)
- ماركوس هولغيرسون على موقع Soccerway.com (الإنجليزية)
- ماركوس هولغيرسون على موقع عالم كرة القدم.نت (الإنجليزية)